# Eksperyment biologiczny
Eksperyment biologiczny – badanie przeprowadzone w ściśle zaplanowanych warunkach, np.: w laboratorium, oraz według określonych zasad. Polega na celowym wywołaniu konkretnych zjawisk w układach biologicznych (np.: organizmy, populacja) oraz obserwowaniu ich przebiegu. Najczęściej celem eksperymentu biologicznego jest sprawdzenie (weryfikacja) postawionej hipotezy, następnie jej przyjęcie lub odrzucenie, a także poznanie prawidłowości rządzących określonym układem biologicznym.

## Literatura
Vademecum Biologia 2008, Wyd. Operon